# Косагаш (Толебийский район)
Косагаш (каз. Қосағаш) — село в Толебийском районе Туркестанской области Казахстана. Входит в состав Алатауского сельского округа. Код КАТО — 515837580.

## Население
В 1999 году население села составляло 502 человека (266 мужчин и 236 женщин). По данным переписи 2009 года, в селе проживали 583 человека (304 мужчины и 279 женщин).